# Reno (Italia)
(Riccardo Bacchelli, 1927)
Il Reno (AFI: /ˈrɛno/; Raggn o Ränn in dialetto bolognese, Rhenus in latino e Rén in dialetto bolognese settentrionale ed in ferrarese) è il fiume più lungo dell'Emilia-Romagna dopo il Po; inoltre è il maggiore per superficie di bacino e portata d'acqua media alla foce fra i corsi d'acqua che sfociano nell'Adriatico a sud del Po.

## Descrizione
Il suo corso, che misura (dalla sorgente più distante alla foce) 211 km, ne fa il decimo fiume italiano per lunghezza e per bacino idrografico, il sesto - sia per lunghezza che per bacino - fra quelli che sfociano in mare.
Nasce in Toscana in località Prunetta (frazione di San Marcello Piteglio in provincia di Pistoia) e si getta nel mare Adriatico presso Casal Borsetti, frazione di Ravenna.
Il bacino idrografico, di 4.628 km² è in gran parte sviluppato tra gli affluenti di destra a causa del vicino Panaro a ovest e della curva a est artificiale in prossimità di Sant'Agostino. Esso si snoda tra le province di Pistoia, Prato, Firenze, Bologna (quasi l'intera provincia vi rientra), Modena, Ferrara e Ravenna ed è abitato da quasi due milioni di persone e comprende anche zone ad elevatissima concentrazione industriale (ad esempio l'area metropolitana bolognese) e assai sviluppate ed evolute dal punto di vista agricolo (ad esempio il comprensorio di Lugo-Massa Lombarda per la produzione di frutta e confetture).
Storicamente ha sempre costituito un'insostituibile cerniera fra Nord e Centro Italia. La sua valle, eccettuato l'aspro tratto iniziale (sostanzialmente inaccessibile fino alla metà del XIX secolo), è sempre stata un sicuro passaggio fra la Pianura Padana e il bacino dell'Arno.

## Storia

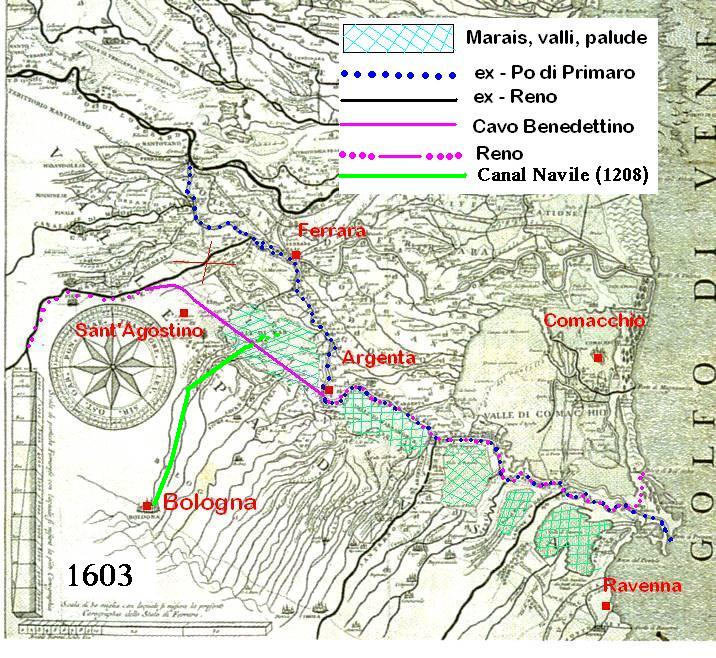
Modifiche apportate al corso del Reno con la costruzione del Cavo Benedettino. Mappa del 1603 dei Musei Vaticani (modificata)

Il toponimo Reno ha origine celtica e significa "acqua che scorre"; ha la stessa etimologia dell'omonimo fiume in Europa centro-occidentale. Secondo altri studi il fiume prende nome dagli Etruschi, in greco Tyrrhenoi. In particolare l'idronimo deriva dal nome delle tribù che avevano basi commerciali lungo il fiume e chiamavano se stesse con l'appellativo diminutivo Rasna o Rachna, a cui probabilmente va ricollegato il latino Rhenus.
Nel 43 a.C., su un'isoletta del Reno presso l'allora colonia romana di Bononia, fu stipulato il patto costitutivo del Secondo triumvirato. Nella località di Sacerno, situata 14 km a nord-ovest di Bononia (oggi una frazione di Calderara di Reno), fu posta nel '700 una colonna in pietra per ricordare l'avvenimento.
L'attuale conformazione è il frutto di un lavoro di sistemazione idraulica e di bonifica della vastissima area paludosa delle valli emiliane e romagnole. Questo grandissimo sforzo si è sviluppato nei secoli, attraverso discussioni e contese fra le città di Bologna e Ferrara che hanno coinvolto i principali idraulici italiani. La cosiddetta “questione del Reno” è storicamente considerata come l'evento che ha fatto nascere la scuola idraulica italiana, poiché ha visto i maggiori interpreti della scienza idraulica in Italia prendere posizione a favore di una delle due città contendenti. La questione si è prolungata fino agli inizi dell'Ottocento, quando l'ingegnere di fiducia di Napoleone, Gaspard Riche De Prony, decide di collegare il Reno al Po Grande. Questa idea si concretizzerà nel Cavo Napoleonico, lungo 18 km che parte da Sant'Agostino e arriva a Salvatonica.
Durante l'Alto Medioevo il Reno era un affluente del Po, per alcuni periodi congiuntamente col Panaro. Nel corso del Basso Medioevo, il susseguirsi delle sue disastrose piene causò più volte l'impaludamento delle campagne ferraresi. Nel 1457, in seguito ad una disastrosa rotta alla Bisana di Castello d'Argile, il fiume si insinuò fra i due abitati di Cento e Pieve di Cento, tagliando i collegamenti viari. Nel 1522 il corso del fiume fu fatto prolungare fino all'altezza di Ferrara (frazione Porotto). Se ne avvantaggiarono i bolognesi, i cui terreni non furono più allagati. Invece i ferraresi ricevettero un grave danno. Nel 1604 il fiume fu disalveato definitivamente dal Po; il suo corso fu deviato verso l'antico confine tra il Ferrarese ed il Bolognese di Torre Verga e di Torre dell'Uccellino (mappa dell'epoca) e condotto attraverso le valli di San Martino. Il Reno divenne il principale tributario della Valle Padusa.
Nel XVIII secolo, durante il pontificato di Benedetto XIV (il cardinale bolognese Prospero Lambertini, 1740-1758), furono eseguiti lavori che portarono a una modifica fondamentale dell'assetto idraulico: 
- il fiume fu nuovamente deviato ed immesso in un canale artificiale costruito ex novo. Il canale, denominato Cavo Benedettino, nasce presso Sant'Agostino e scorre per 30 km in direzione Est, fino ad Argenta. Il Reno, completamente arginato, non allagò più la pianura ferrarese. Ma Ferrara perse lo sbocco in mare;
- ad Argenta (in località Traghetto) il fiume fu immesso nel letto del Po morto di Primaro. Nei suoi ultimi 40 km, il Reno scorre nel letto dell'antico fiume, sfociando nel mare Adriatico.

Nella seconda metà del XVIII secolo vennero convogliati nel Reno il Canale Navile di Bologna e il torrente Idice.
Infine, nel 1782 il corso del fiume, dalla Bastia fino alla Madonna del Bosco (12,5 km), fu raddrizzato (Drizzagno di Longastrino), allo scopo di risparmiare gli abitati di Filo e Longastrino dal pericolo di inondazioni. Con lo stesso scopo, fu raddrizzato anche il tratto che costeggiava l'abitato di Argenta. Nel 1849 fu costruito alla Bastia il primo ponte, in legno, che attraversava il fiume in quel punto. Venne sostituito nel 1912 da un ponte in cemento armato. Distrutto dai bombardamenti della seconda guerra mondiale, è stato successivamente ricostruito con qualche modifica.
Il corso del Reno ha oggi un andamento caratteristico: prima procede da sud (Appennini) a nord (pianura padana). Poi, dopo una improvvisa curva a gomito (nei pressi di Sant'Agostino), si dirige nettamente da Ovest verso Est, fino all'ultimo tratto, di circa 1 km, in cui piega decisamente verso nord dopo avere aggirato e bordeggiato le Valli di Comacchio. Molta parte della letteratura individua ancora il tratto terminale e la sua foce come "Po di Primaro".

## Regime delle acque

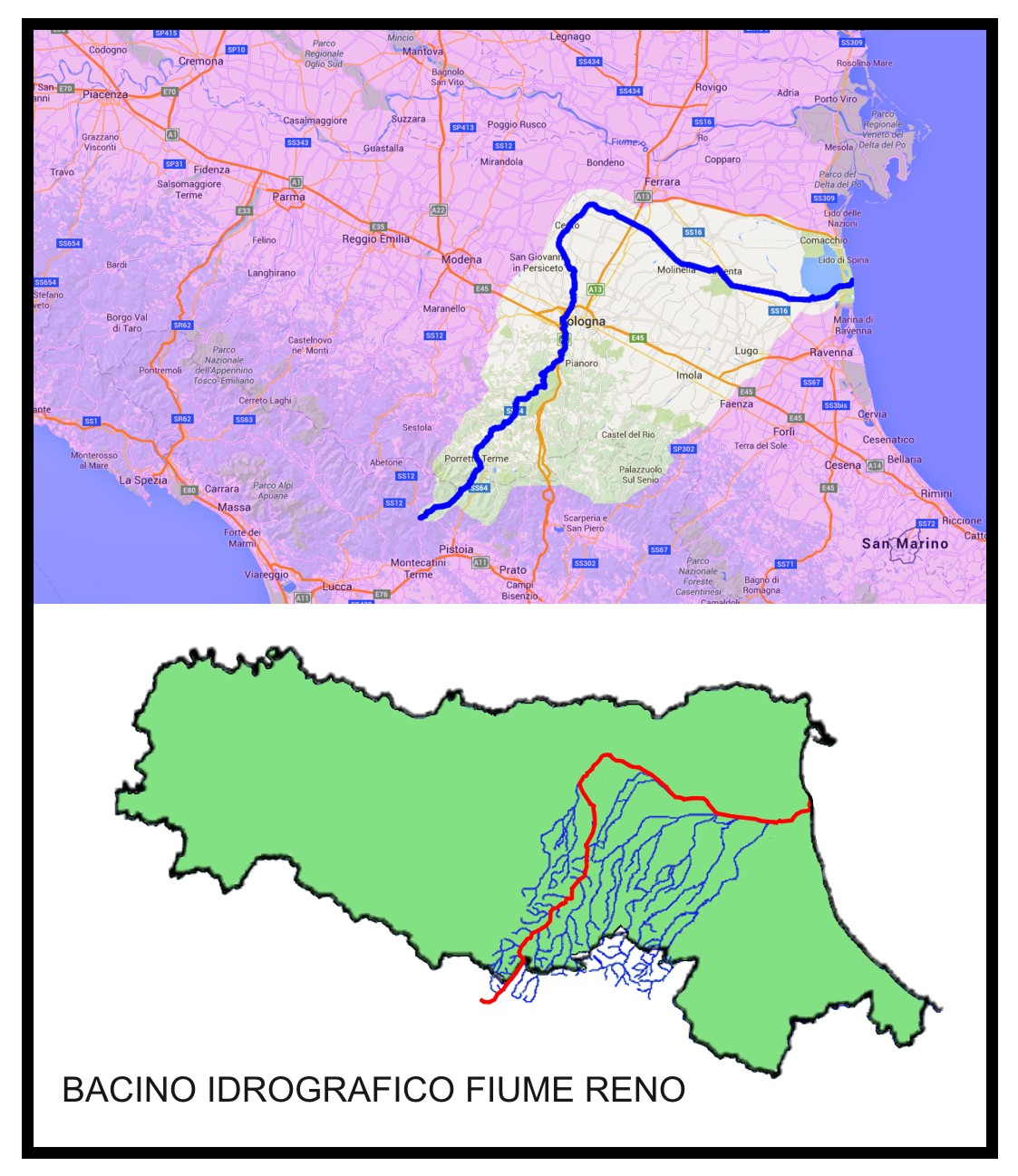
Il bacino delle acque del Reno

Con uno sviluppo di 124 km di arginature (fra le più alte e imponenti della pianura padana), il sistema idraulico del Reno è stato modificato: da affluente di destra del Po è stato trasformato in un corso d'acqua dal bacino indipendente. Le sue acque sono state deviate in canali artificiali, come lo Scolmatore di Reno (Cavo Napoleonico), il Canale di Reno (nel tratto successivo in uscita dalla città di Bologna chiamato Canale Navile), e il Canale di Savena (poi denominato "Savena abbandonato" in quanto scorre nell'alveo che era del fiume Savena fino alla sua immissione nell'Idice). Questi ultimi, derivando rispettivamente le acque dallo stesso Reno (alla Chiusa di Casalecchio) e dal Savena (alla Chiusa di San Ruffillo), le restituiscono al Reno nel suo tratto di pianura. Anche nel tratto montano esistono numerosi canali che fino a poco tempo fa erano a servizio di industrie locali; ad esempio le cartiere del Maglio (a Borgonuovo di Sasso Marconi), servita dal canale della Pila, e quella di Marzabotto, nella frazione di Lama di Reno.
Questi canali artificiali che prima prelevano acqua dal fiume e poi gliela restituiscono dopo pochi chilometri, sono ancora attivi e si prevede di utilizzarli per usi idroelettrici, come nel caso del canale della Pila sul quale è stata ricostruita completamente nell'inverno 2012-2013 la ex-centrale idroelettrica a turbina della cartiera del Maglio da parte della Geo Energy s.r.l. di Padova. 
Si può affermare che, complessivamente, il Reno è un corso d'acqua sfruttato intensivamente per vari scopi (potabile, irriguo, industriale, ecc.) e che costituisce una risorsa idrica fondamentale per le zone che attraversa, peraltro densamente abitate e industrializzate.
A conferma di quanto appena asserito, basti osservare che a circa 8 km dalla foce, in località Volta Scirocco, il Reno è sbarrato da una diga lunga oltre 120 metri, che ha lo scopo di creare un invaso a monte di acque dolci con un livello del pelo libero di 150 cm circa su quello medio del mare, impedendovi la risalita dell'acqua delle maree, sì che vi possa attingere l'acquedotto di Ravenna. Sebbene, a valle di Argenta, le dimensioni dell'alveo e la portata potrebbero consentirne la navigazione, seppure a natanti di modesta stazza, il fiume, se si eccettuano alcuni traghetti (ad esempio quello in località Sant'Alberto) non è assolutamente sfruttato a tale scopo; nemmeno l'ampio estuario, a causa della distanza da centri abitati o insediamenti industriali. 
È curioso, tuttavia, osservare che, per quanto possa sembrare incredibile, la portata media alla foce del Reno è la stessa, in termini di acque dolci, del Tamigi, ancorché in quest'ultimo, tipico "fiume di marea", le portate in afflusso e deflusso delle maree svolgano un ruolo fondamentale per la navigazione, per tacere della maggiore regolarità dei deflussi.

## Il corso e gli affluenti

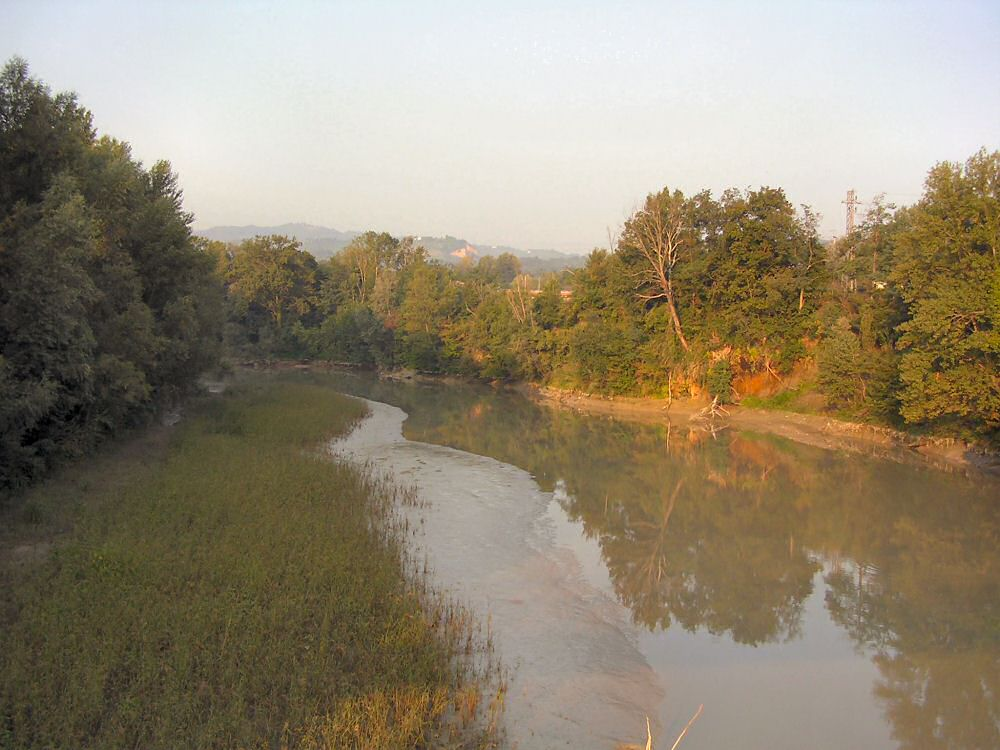
Il Reno nei pressi di Pontecchio Marconi, nella zona in cui è sbarrato dalla chiusa di Vizzano, da cui deriva il canale della Pila

Prende il nome di Reno in provincia di Pistoia a 745 m s.l.m., dove i due rami del Reno di Prunetta (lungo circa 4 km, con sorgente a quota 1045 m fra i Poggi Piaggette e Castello, nel massiccio Le Lari, nel Comune di San Marcello Piteglio che, comunque, è considerato il vero ramo sorgentizio) e del Reno di Campolungo si uniscono presso la località Le Piastre (al valico del Poggiolo, nel Comune di Pistoia). Nel tratto montano, da Pracchia (frazione montana di Pistoia) fino a Ponte della Venturina (frazione di Alto Reno Terme), marcando col suo corso il confine fra Emilia-Romagna e Toscana, attraversa, copioso d'acque in ogni stagione, una selvaggia e boscosissima gola di oltre 14 km percorsa anche dalla linea ferroviaria Bologna-Porretta-Pistoia che scorre sul fondo di essa con opere d'arte (ponti, gallerie, muri di sostegno) che rappresentano un vero capolavoro d'ingegneria dell'epoca di costruzione.
Dal punto di vista geomorfologico rileva osservare che il primo tratto di circa 10 km, dalle sorgenti fino a Pracchia, si differenzia nettamente dal secondo tratto intermontano di circa 15 km, da Pracchia a Ponte della Venturina, per l'aspetto completamente diverso che presenta il bacino: con gibbosità abbastanza dolci e geologicamente abbastanza stabile il primo tratto; aspro, selvaggio, scosceso, tendenzialmente franoso, anche se sempre boscosissimo (la Valle del Reno è in assoluto quella coperta dalla maggiore aliquota di boschi in tutto l'Appennino Settentrionale) il secondo. La ragione di ciò, pare sia da ricondurre ad un fenomeno di cattura (erosione regressiva dei versanti) avvenuto in epoche geologiche remote secondo il quale il Reno, che originariamente traeva le sue sorgenti presso i Setteponti di Pracchia, dalla confluenza dell'Orsigna e della Forra di Faldo (che scende perenne dal Monte Pidocchina con un corso di circa 4 km e va considerata la maggiore, quasi un torrente, delle circa 600 forre e ruscelli che adducono al Reno nel bacino montano), arretrò progressivamente il proprio bacino, "catturando" l'alto bacino dell'Ombrone Pistoiese comprendente anche il bacino del Maresca-Bardalone.

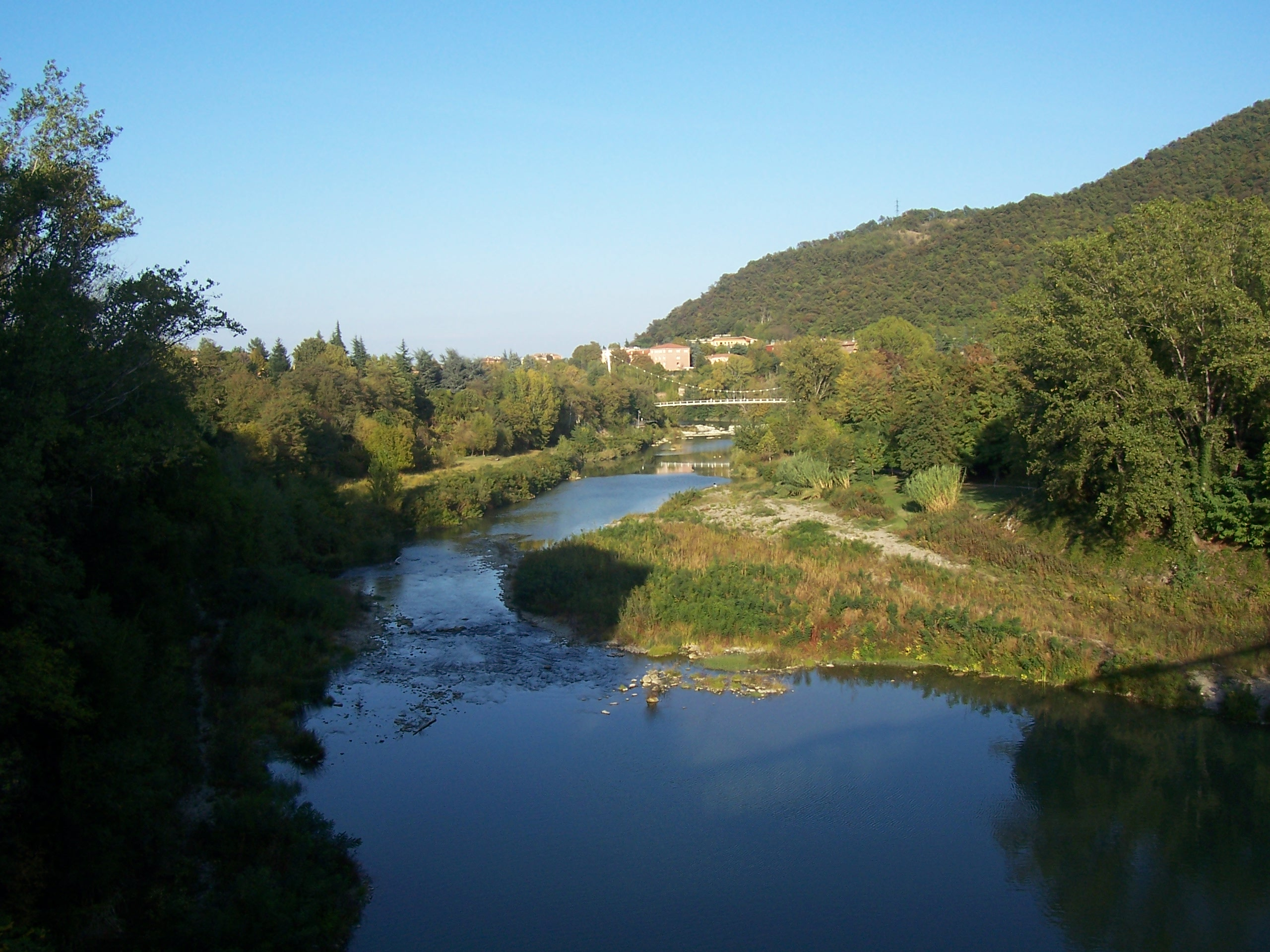
Il Reno a Casalecchio di Reno, a valle della chiusa di Casalecchio da cui deriva il canale di Reno.
Sulla destra il Colle della Guardia, ultima asperità incontrata dal fiume sulla propria riva destra prima del suo sbocco nella pianura padana. Oltre di esso la città di Bologna.

Inizialmente a regime torrentizio, il Reno passa per Pracchia, Biagioni, Porretta Terme, Vergato, Marzabotto, Sasso Marconi, Casalecchio di Reno, Bologna, Cento, Pieve di Cento, Sant'Agostino, Galliera, Malalbergo, Poggio Renatico, Molinella, Argenta e sfocia nell'Adriatico subito a sud-est delle Valli di Comacchio (che lambisce a sud ed alle quali è collegato, nell'ultimo tratto, da alcuni canali di bonifica), presso la Torre di Bellocchio, con un'ampia foce a estuario ed un corso che è largo circa 120 m con direzione S-N negli ultimi 2 km, separato dal mare da un cordone litoraneo sabbioso.
Lungo il suo percorso riceve numerosi affluenti, tutti a regime torrentizio, alcuni a carattere temporaneo, altri a carattere perenne.
Dopo un primo tratto di circa 10 km, con deflussi relativamente modesti (molte delle sorgenti, un tempo copiose, sono state captate a scopo potabile per i numerosi insediamenti della zona, compresa la polla principale che costituisce la sorgente del Reno di Prunetta), nel successivo tratto montano, a partire da Pontepetri, riceve alcuni torrenti (nell'ordine, tutti da sinistra: il Maresca, a Pontepetri, l'Orsigna, subito dopo Pracchia, il Randaragna, fra Biagioni e Molino del Pallone), i quali, ancorché brevissimi, gli recano, unitamente a molti ruscelli che scendono precipiti dalle montagne che, fra Pracchia e Ponte della Venturina, racchiudono la gola, un considerevole tributo d'acque, drenando la parte più elevata dell'Appennino Bolognese. Fra di essi, il principale, ad acque perenni, è il Rio di Boverchia che, nato dal Monte di Granaglione, bagna questa località e forma numerose cascate prima di gettarsi, in sinistra idraulica, nel Reno a valle della Traversa di Molino del Pallone, in località detta Molin del Diavolo sotto l'antica e caratteristica frazione Campeda del Comune di Sambuca Pistoiese.
Il Reno, poi, appena uscito dalla gola a Ponte della Venturina, mantiene fino a Vergato una pendenza media dello 0,8% (che scende alla metà nel successivo tratto fino a Sasso Marconi) e riceve, nell'ordine: da destra il Limentra di Sambuca, da sinistra il Rio Maggiore a Porretta Terme, e, poco dopo questa località, il fiume Silla, che scende dal Corno alle Scale e che costituisce il suo maggiore tributario di sinistra. A Riola di Vergato, dopo avere lambito la celebre chiesa di Santa Maria Assunta progettata dal sommo architetto finlandese Alvar Aalto (1898-1976), e dopo avere ricevuto da sinistra il modesto afflusso del torrente Marano, riceve da destra il notevole tributo del torrente Limentra orientale che rappresenta il secondo affluente per lunghezza portata media ed estensione di bacino del tratto montano.
A Vergato, da sinistra, riceve ancora il più modesto torrente Vergatello col suo affluente Àneva. Poi, ancora da sinistra, il rio Groara, il torrente Venola e il Rio del Piantone a Marzabotto. A Sasso Marconi, da destra, riceve, oltre al rio Molinello, in un ampio ghiaieto (quasi 1 km di larghezza), il maggiore tributario in assoluto del tratto montano: il Setta coi suoi affluenti Gambellato, Brasimone e Sambro.
Il tratto montano termina convenzionalmente alla Chiusa di Casalecchio di Reno, a circa 60 m s.l.m. A valle di questo punto, peraltro, il Reno ha cambiato più volte il suo corso, durante i secoli recenti (anche per opera dell'uomo), ma anche in epoche storiche remote, trovandosi ad essere sia affluente del Po (da solo o unitamente al Panaro), sia sfociante in mare, sia terminando in paludi nel ferrarese, fino ad essere, come ora e dalla metà del XVIII secolo, il maggior collettore, fino al mare, della pianura cispadana.

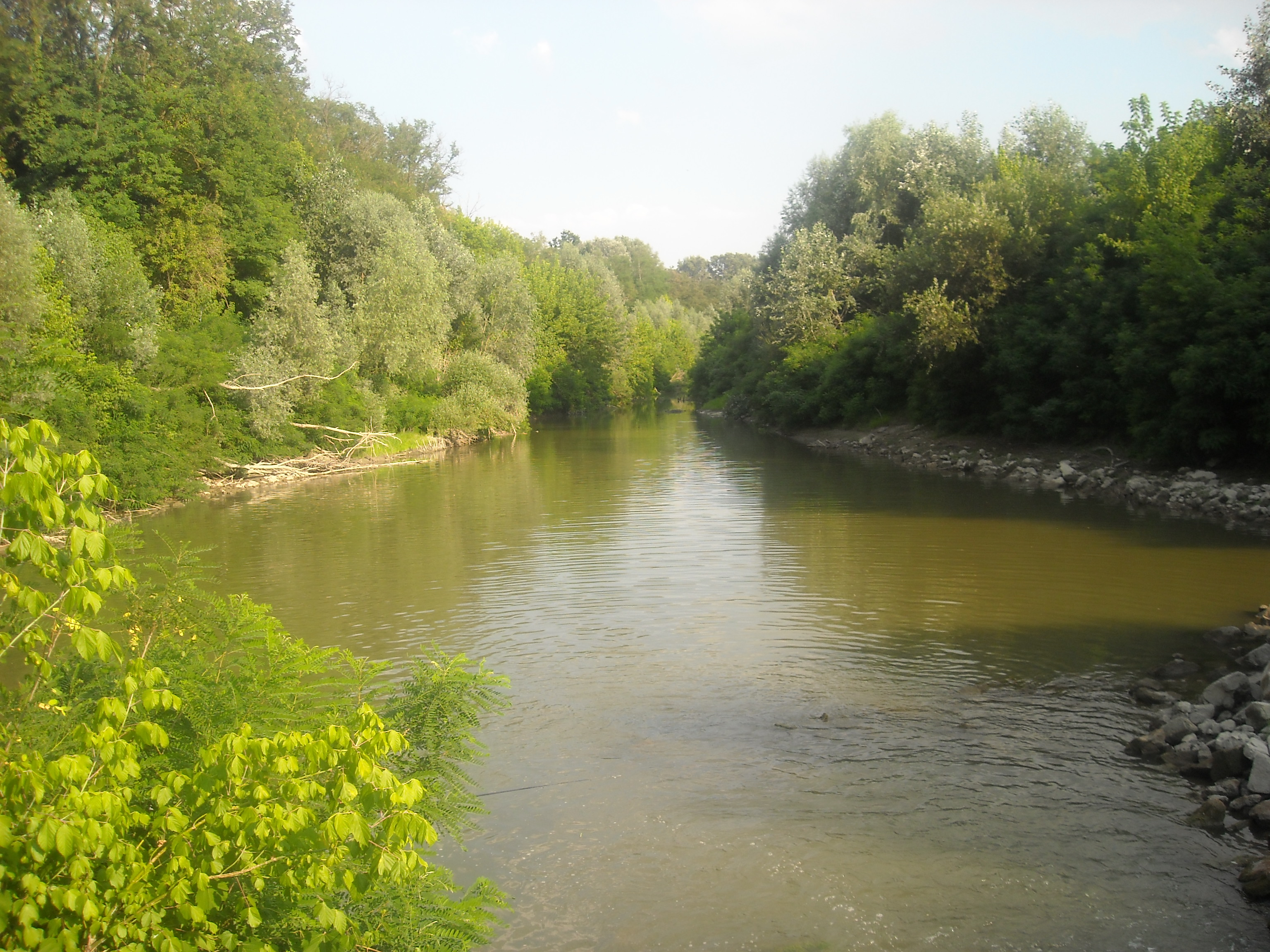
Il Reno all'interno del Bosco della Panfilia, nei pressi di Sant'Agostino.

Fra gli affluenti del Reno meritano una menzione anche gli unici due torrenti che passano per Bologna e che nascono entrambi da piccole sorgenti (perenni) dalle colline a monte della città: 
- Ravone (dal corso di circa 12 km), che scorre fuori dal centro storico, prevalentemente con alveo tombato e canalizzato nella zona urbanizzata e termina il suo corso presso Trebbo di Reno buttandosi da destra nel fiume;
- Aposa, detto anche anticamente Avesa, (corso di 10 km, con sorgente presso Roncrio) che è il vero "fiume della città", passando nella parte più antica del centro storico (lambisce le Due Torri, presso le quali l'antica via Emilia romana - ora interrata - lo scavalca con un ponte sotterraneo di pregevole fattura) e sfocia nel complesso sistema di canali sotterranei del centro di Bologna, mescolando le sue acque con quelle del Savena e del Reno.

Entrambi questi torrenti sono soggetti a rilevanti piene, raccogliendo, specie l'Aposa, una considerevole quota degli scarichi meteorici della città. L'Aposa, a seguito della radicale bonifica e del ripristino dell'alveo attuati verso la fine del XX secolo, è anche comodamente visitabile nel suo percorso sotterraneo per buona parte del centro storico di Bologna.
Nel tratto di pianura il Reno riceve da sinistra, poco a monte di Cento, soltanto il Samoggia (col suo affluente Lavino); mentre i maggiori tributi gli vengono dai quattro affluenti più lunghi, tutti da destra, che sono, nell'ordine: il torrente Idice (il suo massimo tributario per ampiezza del bacino idrografico), coi suoi affluenti Zena, Savena e Quaderna, il torrente Sillaro (che confluisce nel Reno praticamente insieme con l'Idice) coi suoi affluenti Sabbioso e Sellustra, il fiume Santerno (suo massimo tributario per lunghezza e portata media d'acqua alla confluenza) coi suoi affluenti Diaterna e Sanguinario e, infine, il fiume Senio col suo affluente Sintria. Nel tratto di pianura, inoltre, riceve il tributo, diretto e indiretto, di numerosi canali di bonifica della pianura bolognese e ravennate, in parte anche attraverso il canale Navile (che vi affluisce a Passo Segni) ed il canale di Savena (che vi affluisce presso Gandazzolo), senza dimenticare il canale Riolo, il canale Lorgana e il canale della Botte.

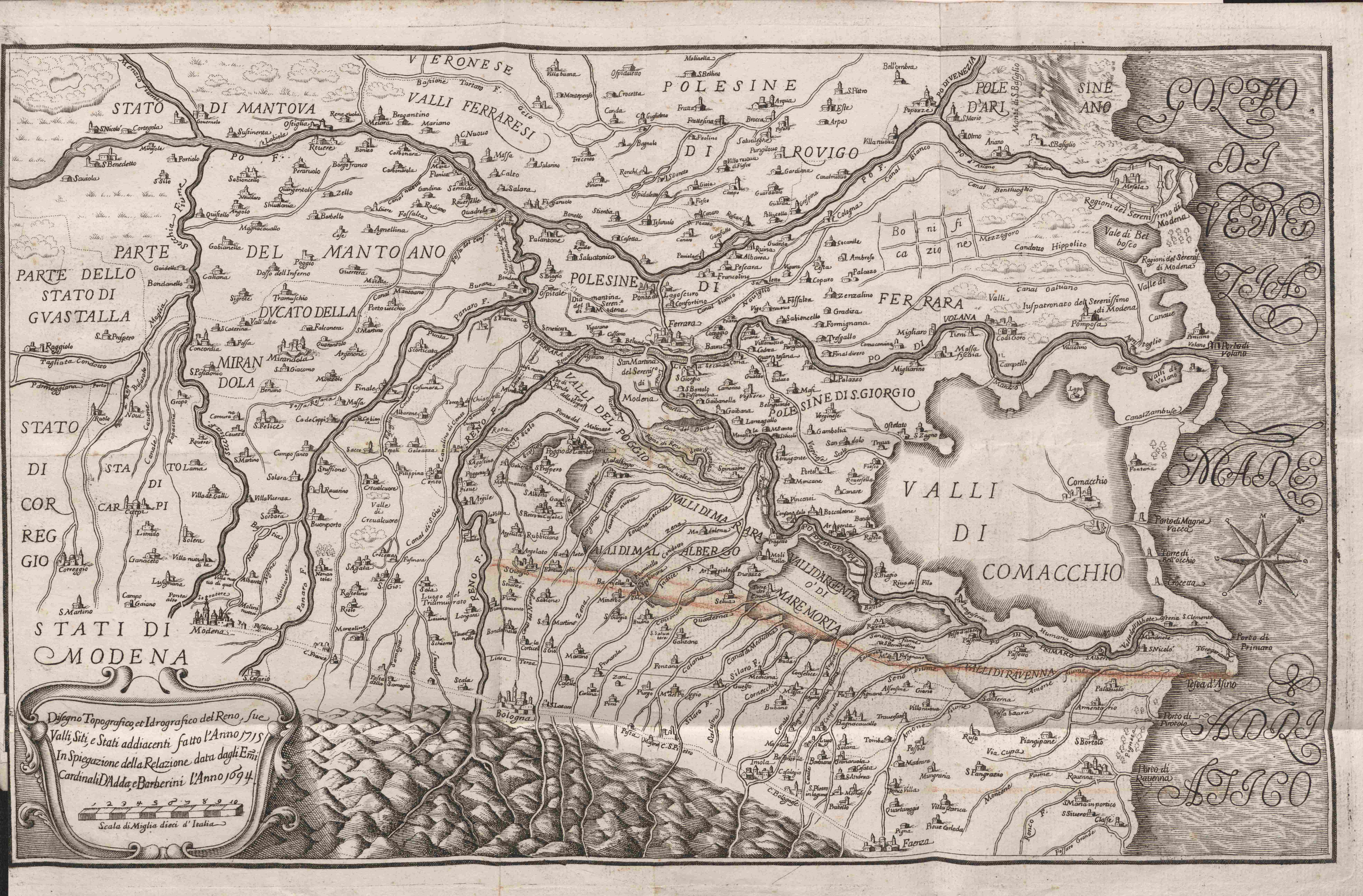
Topografia e idrografia del Reno nel 1732 circa

A partire dalla confluenza del torrente Sillaro fino alla foce, il Reno rappresenta il confine storico-geografico tra Ferrarese e Romagna.

### Galleria d'immagini

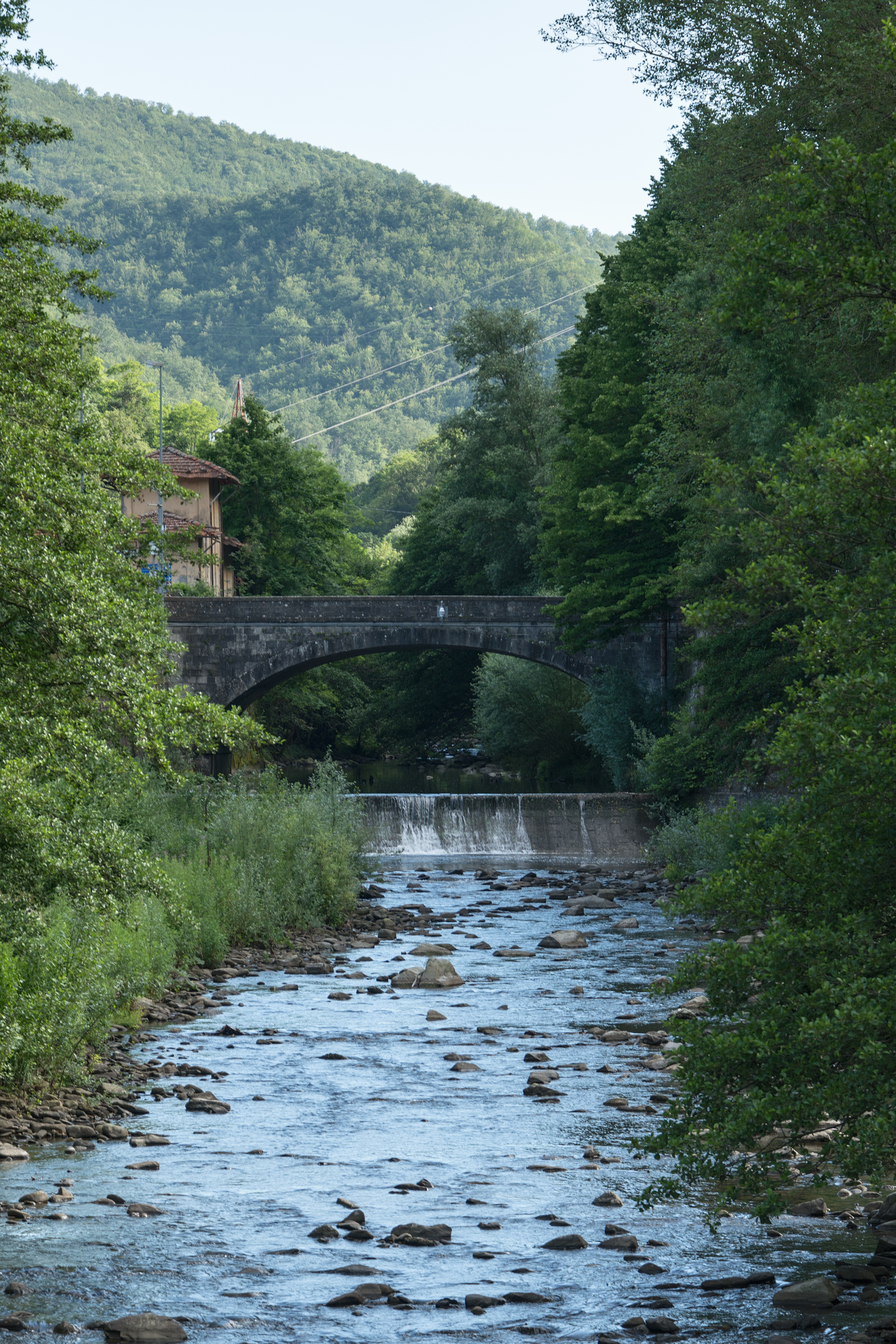
Il fiume nel suo corso iniziale a Pracchia (PT).
La valle del Reno alla confluenza del torrente Limentra nel fiume. Sullo sfondo, il Corno alle Scale.
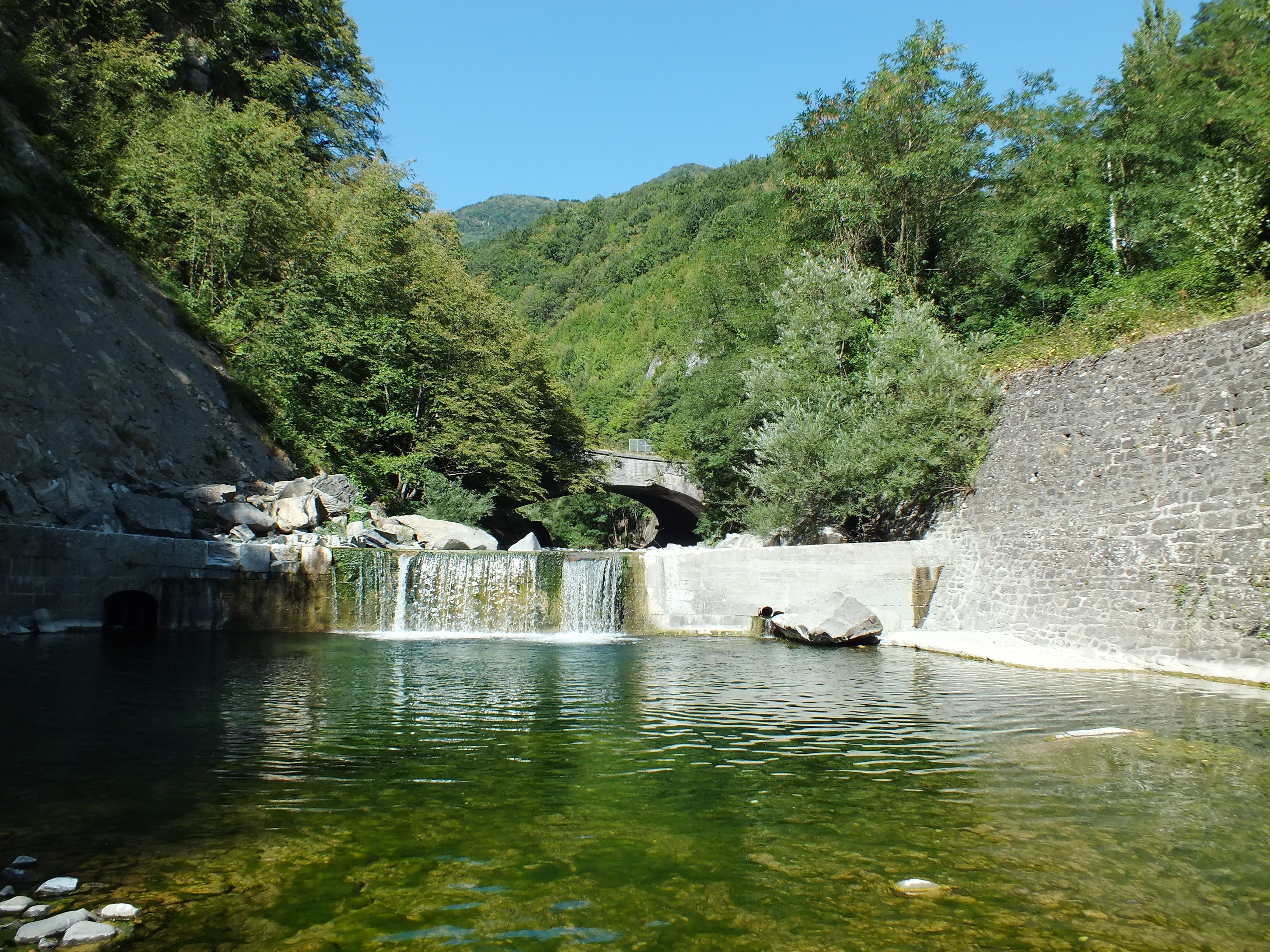
Ponte della Venturina: i tre archi, subito dopo l'immissione del Limentra.
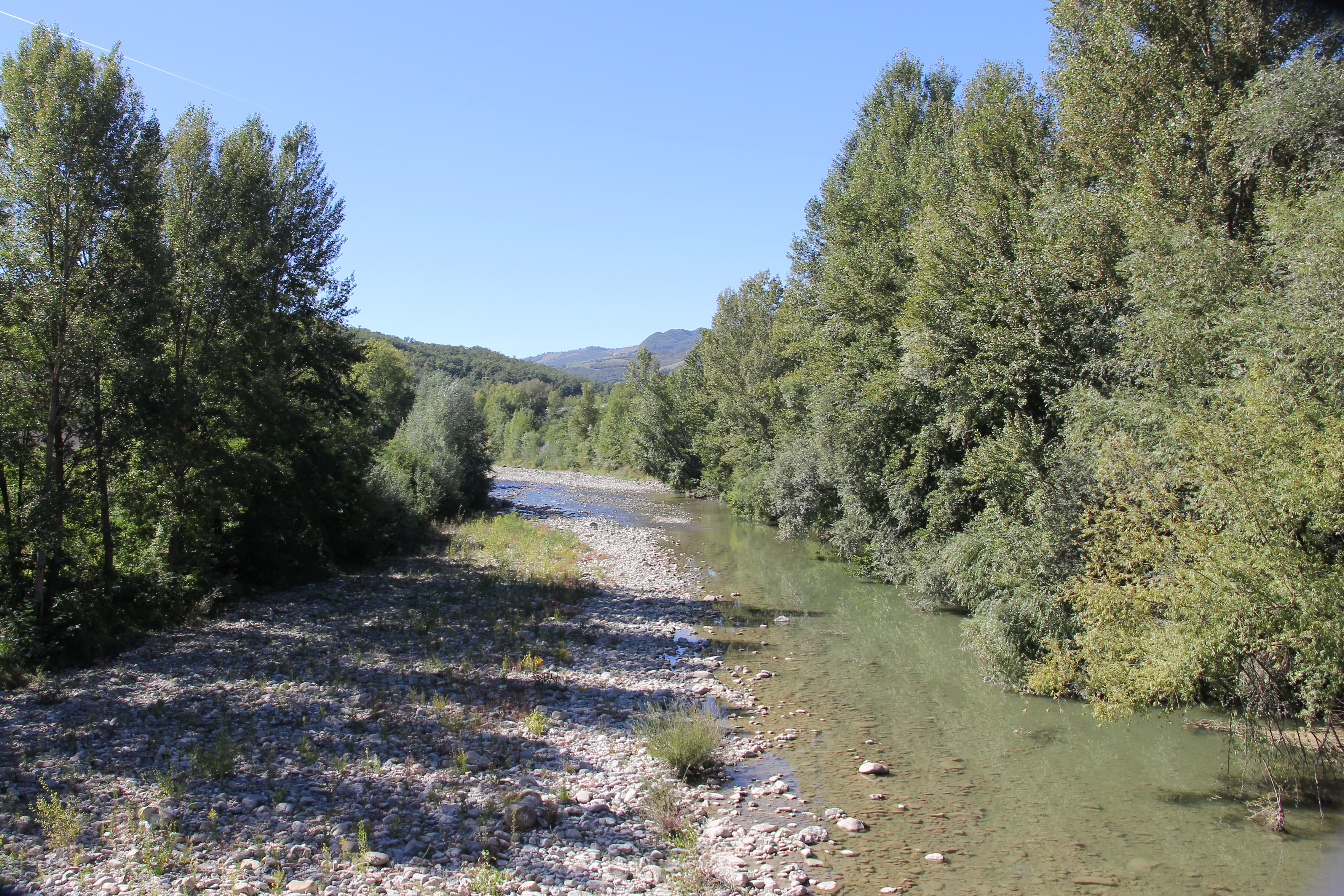
Il Reno presso Riola di Grizzana Morandi.
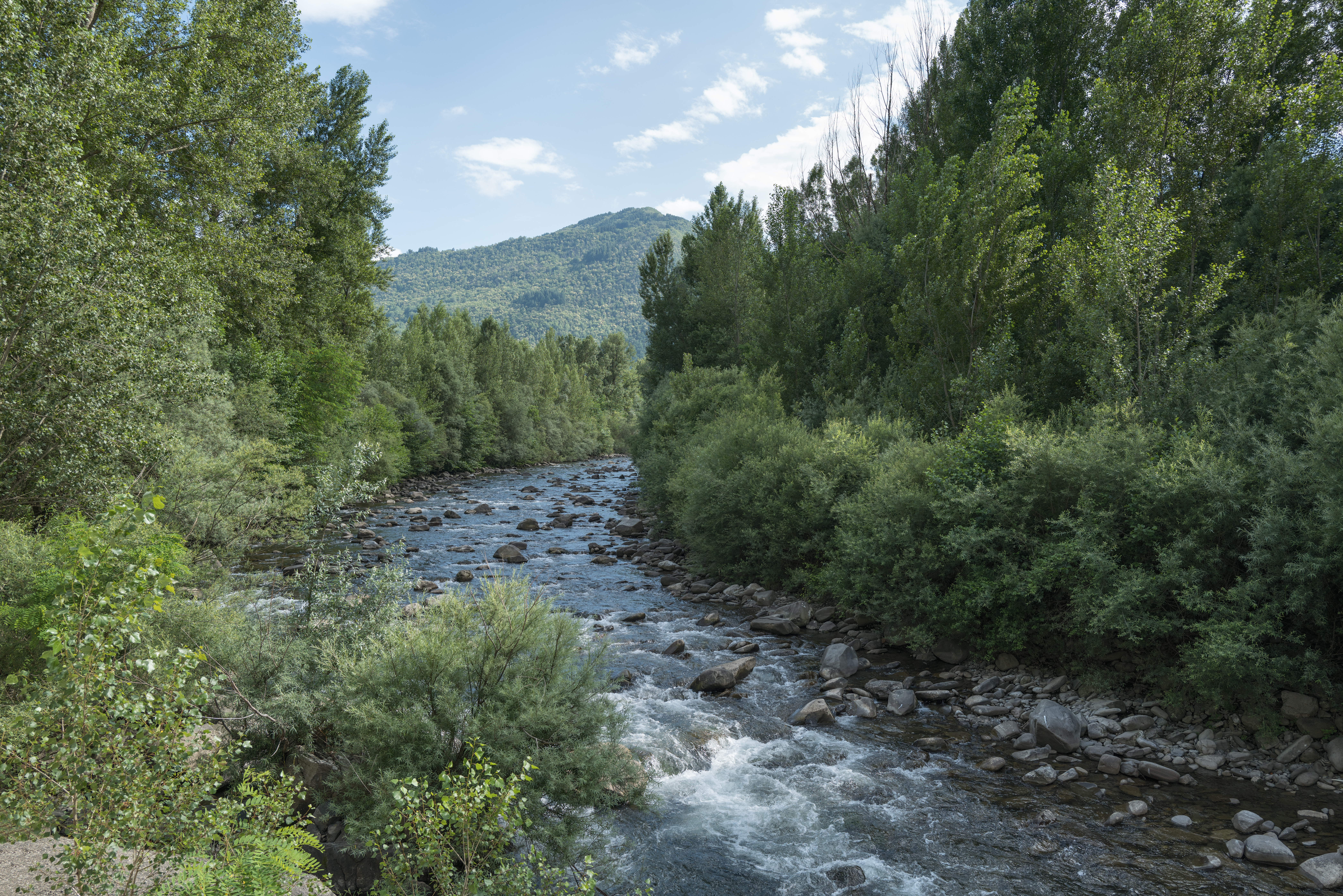
Il Reno presso Porretta Terme (BO).
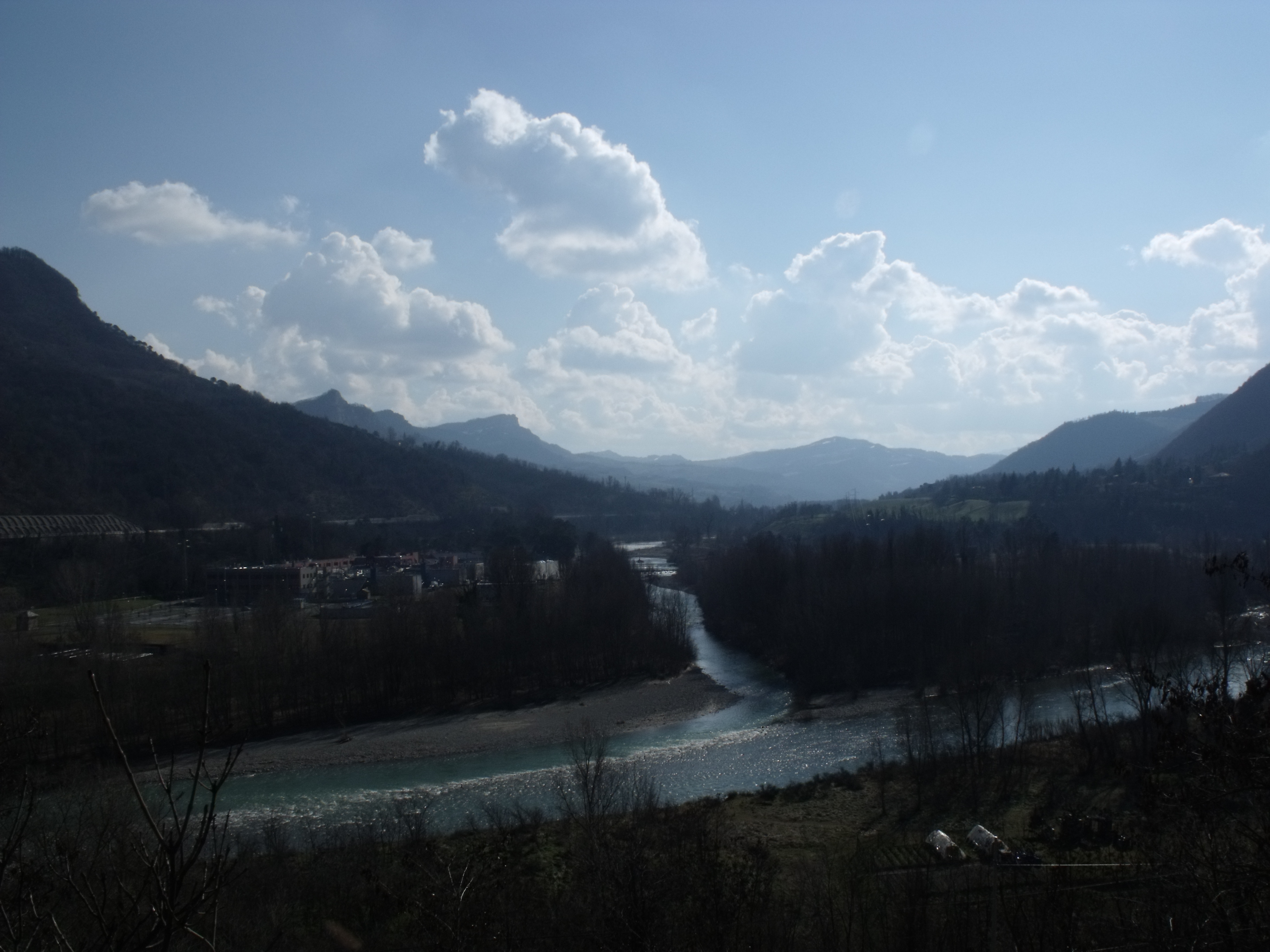
Immissione del torrente Setta nel Reno presso Sasso Marconi.
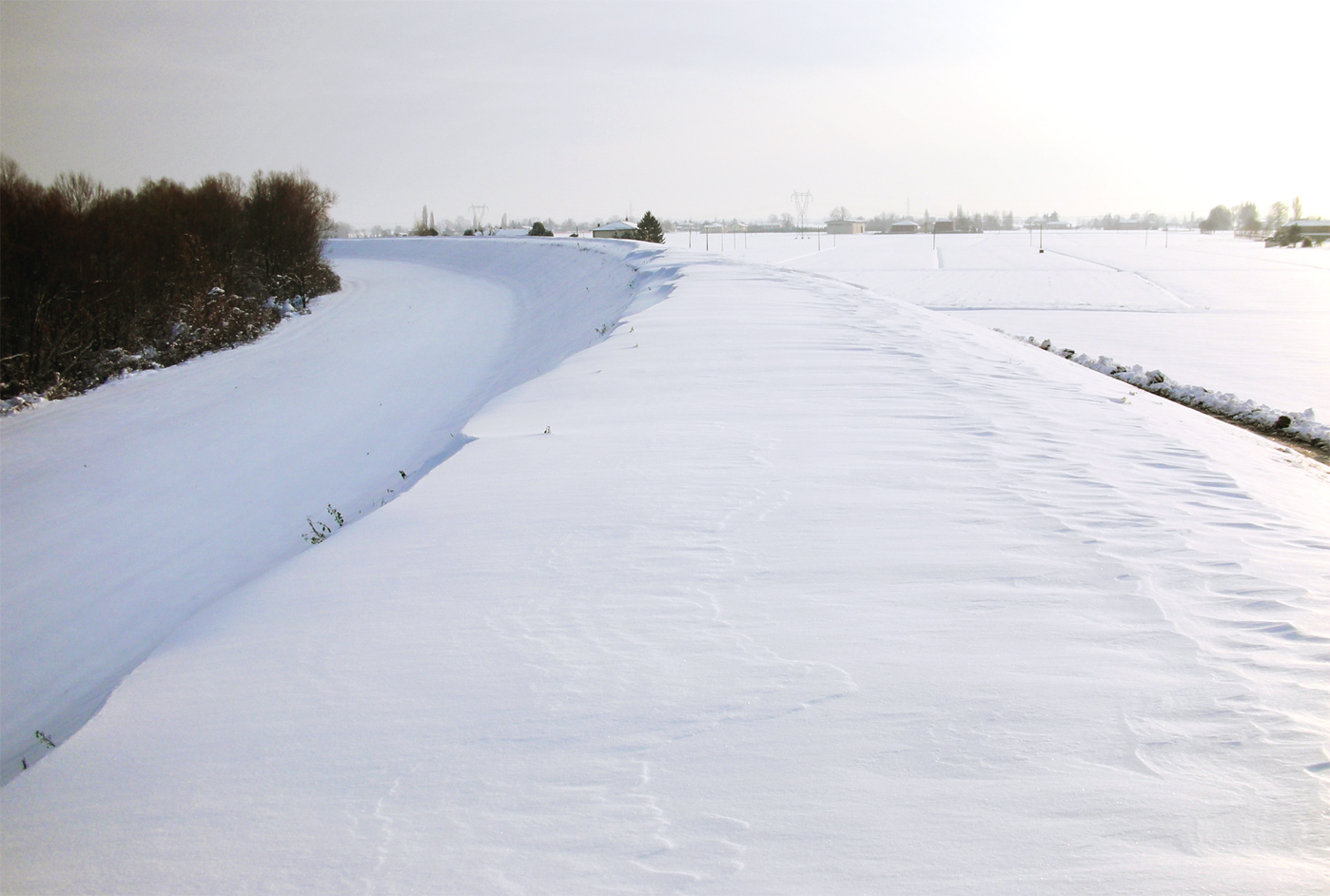
Padulle, l'argine del Reno innevato.
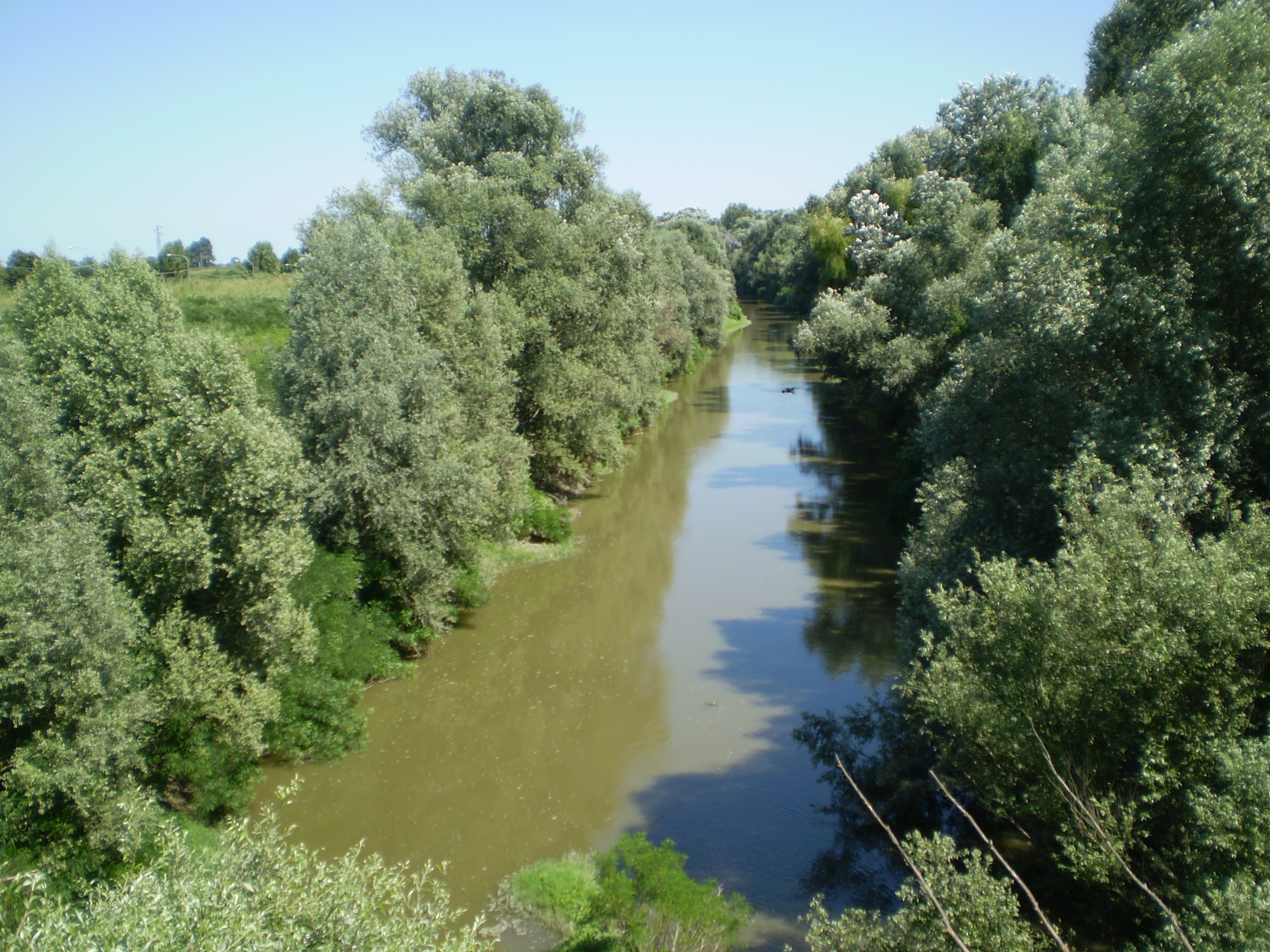
Il Reno nella bassa pianura presso Molinella.
L'impianto di sollevamento e derivazione dal Po al Palantone di Bondeno, con le opere di scarico in Po dell'Attenuatore delle piene del Reno. L'opera presiede all'alimentazione dell'intero sistema idrico del Canale Emiliano Romagnolo.
Lo sbarramento sul Reno a Volta Scirocco di Ravenna. Lo sbarramento forma parte integrante del Canale Emiliano Romagnolo e consente il rifornimento idrico per l'acquedotto civile e industriale di Ravenna.
La foce del Reno, a nord di Casal Borsetti.
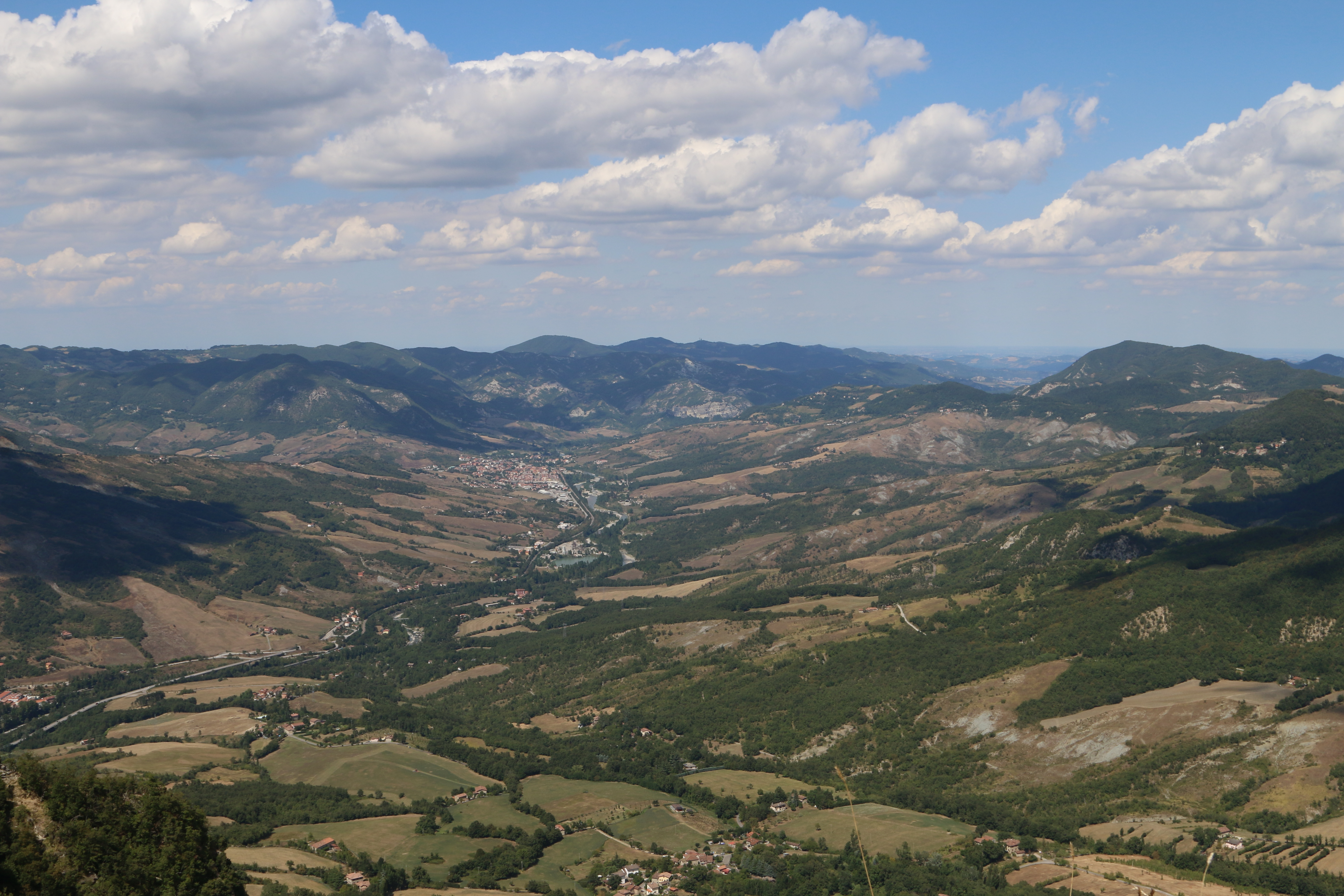
Panorama sulla valle del Reno e su Vergato.

## Lo sfruttamento idroelettrico
L'alto bacino è interessato da diversi indigamenti a scopo idroelettrico: Bacino di Molino del Pallone sul Reno stesso (50.000 m³), Pavana sul Limentra di Sambuca (900.000 m³), Bacino di Suviana sul Limentra di Treppio (43.850.000 m³), Bacino delle Scalere o del Brasimone, sul torrente Brasimone (6.390.000 m³), Bacino di Santa Maria sempre sul Brasimone (210.000 m³), quasi tutti collegati fra di loro da canali sotterranei a gravità o sistemi di pompaggio delle acque, capaci ciascuno di portate di decine di metri cubi al secondo. L'importanza idroelettrica del sistema e la potenza erogata (dello stesso ordine di grandezza dei grandi bacini idroelettrici alpini) è seconda, nell'Appennino, solo al sistema Nera-Velino, in Umbria, ed è stata ampiamente sfruttata anche dalle Ferrovie dello Stato per l'alimentazione elettrica della Direttissima Bologna-Firenze; anzi, storicamente, il sistema degli indigamenti nacque, prevalentemente negli anni trenta del ventesimo secolo, proprio a tale scopo e fu potenziato sensibilmente negli anni settanta del secolo scorso con la creazione della grande centrale idroelettrica di Bargi.

## Il regime idraulico
Allo sbocco in pianura (Chiusa di Casalecchio di Reno), con un bacino sotteso di 1.061 km², la portata media annua è di 26,5 m³/s, mentre, verso la foce, la portata media annua è di 95 m³/s.
Le massime portate registrate a Casalecchio di Reno sfiorano i 2.300 m³/s (2.290 nelle piene con tempo di ritorno di 200 anni e 1.547 nelle piene con tempo di ritorno di 30 anni), ma nelle piene ordinarie si superano di poco i 1.000. Nel tratto di pianura tali valori restano sostanzialmente immutati (anzi, si decrementano, per le massime piene, a circa la metà), sia per l'intervento, appunto nelle massime piene, dello Scolmatore del Reno (Cavo Napoleonico, che, con un sistema di porte vinciane collocato poco oltre Cento, adduce una parte di acque al Po, se le condizioni idrauliche di quest'ultimo lo consentono), sia per la ridistribuzione dei colmi di piena che avviene nell'alveo, anche se le durate dei colmi si allungano per l'immissione dei numerosi affluenti e per l'intervento dei sistemi di pompaggio dei Consorzi di Bonifica Reno-Palata e Bonifica Renana, alcuni dei quali (ad esempio quello di Saiarino, con pompe in grado di erogare 26 m³/s) sono di tale portata da poter effettivamente influenzare gli afflussi, specie nei periodi di magra.
La portata minima assoluta alla foce è di circa 4 m³/s, mentre a Casalecchio è di 0,6 m³/s, ma circa un secolo fa non scendeva mai sotto i 5 o 6 m³/s. Le massime piene si sono storicamente registrate in novembre, ma il mese in cui le portate medie sono più elevate è marzo (52 m³/s a Casalecchio, circa 200 verso la foce), mentre il mese con portate medie più scarse è agosto (2,4 m³/s a Casalecchio, circa 8 verso la foce). A Casalecchio la portata media non scende mai sotto i 20 m³/s da ottobre a maggio, mentre in luglio, agosto e settembre i valori sono inferiori a 10 m³/s e, ordinariamente, vengono fatti affluire nel Canale di Reno (poi Canale Navile), lasciando, in tal modo, asciutto o quasi l'alveo in estate almeno fino a Cento.

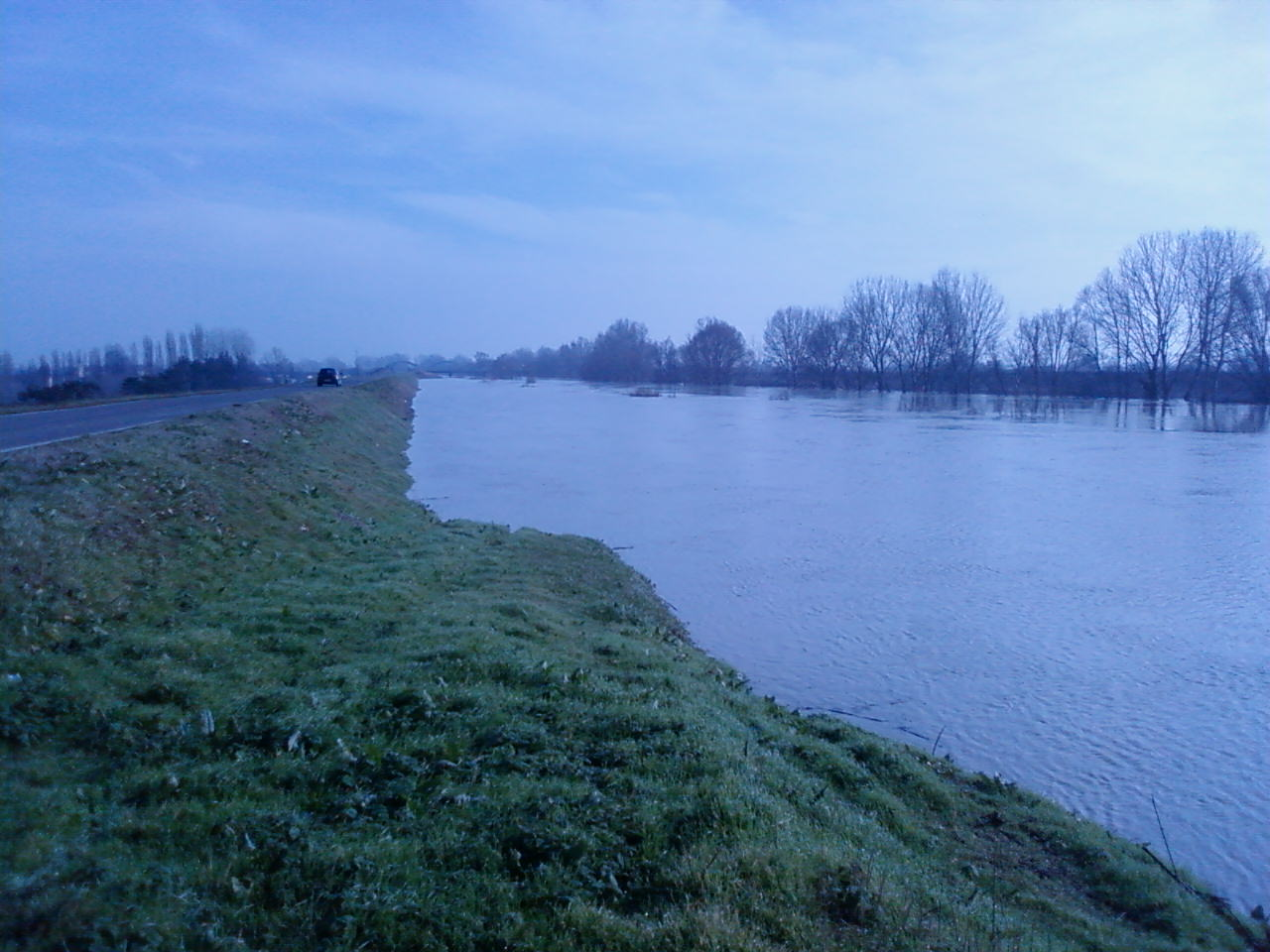
Il Reno durante la piena del 22 gennaio 2009 all'altezza di Molinella

L'analisi di questi valori conferma innanzitutto il carattere torrentizio del fiume il cui bacino è impostato quasi interamente su rocce e terreni impermeabili (tranne qualche porzione montana dell'alto corso del fiume, delle due Limentra e del Santerno) che ne caratterizzano notevoli escursioni del regime idraulico. Peraltro, nella pianura, specie attorno a Castenaso, esistono alcune piccole risorgive (fra le poche al piede dell'Appennino Settentrionale), ma di portata assai trascurabile.
L'analisi storica dei valori di portata minima (specie quelli alla Chiusa di Casalecchio), inoltre, conferma che il fiume, un tempo con portate minime assolute di dieci volte superiori a quelle attuali per effetto dell'aliquota di terreni semipermeabili che emunge nell'alto corso proprio e di alcuni suoi affluenti (allo sbocco in pianura era nettamente il principale corso emiliano con portate minime assolute triple di quelle del Taro, del Trebbia, del Secchia e del Panaro, per tacere dei corsi minori: non è un caso che i maggiori impianti idroelettrici siano nel suo bacino), sta subendo uno sfruttamento intensivo del tratto montano a scopo antropico, con captazione pressoché sistematica delle sorgenti montane di moltissimi suoi affluenti: basti osservare che il suo maggior tributario, il Setta, ordinariamente per almeno tre mesi in estate, non gli versa alcun afflusso, poiché è interamente captato dall'Acquedotto di Bologna meno di 1 km a monte della confluenza.

## Nella letteratura
Dante Alighieri definì i bolognesi (canto XVIII della Divina Commedia) come coloro che stanno "fra Sàvena e Reno":
anzi n'è questo luogo tanto pieno,

che tante lingue non son ora apprese

a dicer "sipa" tra Sàvena e Reno;

e se di ciò vuoi fede o testimonio,

rècati a mente il nostro avaro seno.»
(Dante Alighieri, Divina Commedia, Inferno, Canto XVIII)
Alighieri cita questo fiume assieme al Po anche nel Purgatorio, precisamente nel canto XIV:
tra 'l Po e 'l monde e la marina e 'l Reno»
(Dante Alighieri, Divina Commedia, Purgatorio, Canto XIV, vv. 91-92)